# Список божеств плодородия
Божество плодородия — это бог или богиня в мифологии народов мира, связанные с плодородием и урожаем, а также зачастую с сексуальностью, беременностью и деторождением. В некоторых случаях эти божества напрямую связаны с этими явлениями; в других они представляют собой более абстрактные символы. Обряды плодородия могут сопровождать поклонение им. Ниже приводится список божеств плодородия.

«Флора» (1894). Картина британской художницы Эвелин де Морган

## Африканские
- Ала, богиня плодородия игбо
- Асасэ Я, земная богиня плодородия у Ашанти
- Дэн, динкский бог неба дождя и плодородия
- Мбаба Мвана Вареса, зулусская богиня плодородия, радуги, сельского хозяйства, дождя и пчел.
- Ошун (известный как Очун или Оксум в Латинской Америке), также пишется как Ọṣun — ориша, дух, божество или богиня, которая отражает одно из проявлений Бога в религиях Ифа и Йоруба. Она является одним из самых популярных и почитаемых ориша. Ошун — божество реки и пресной воды, роскоши и удовольствия, сексуальности и плодородия, красоты и любви. Она связана с судьбой и предсказаниями.

### Древнеегипетские

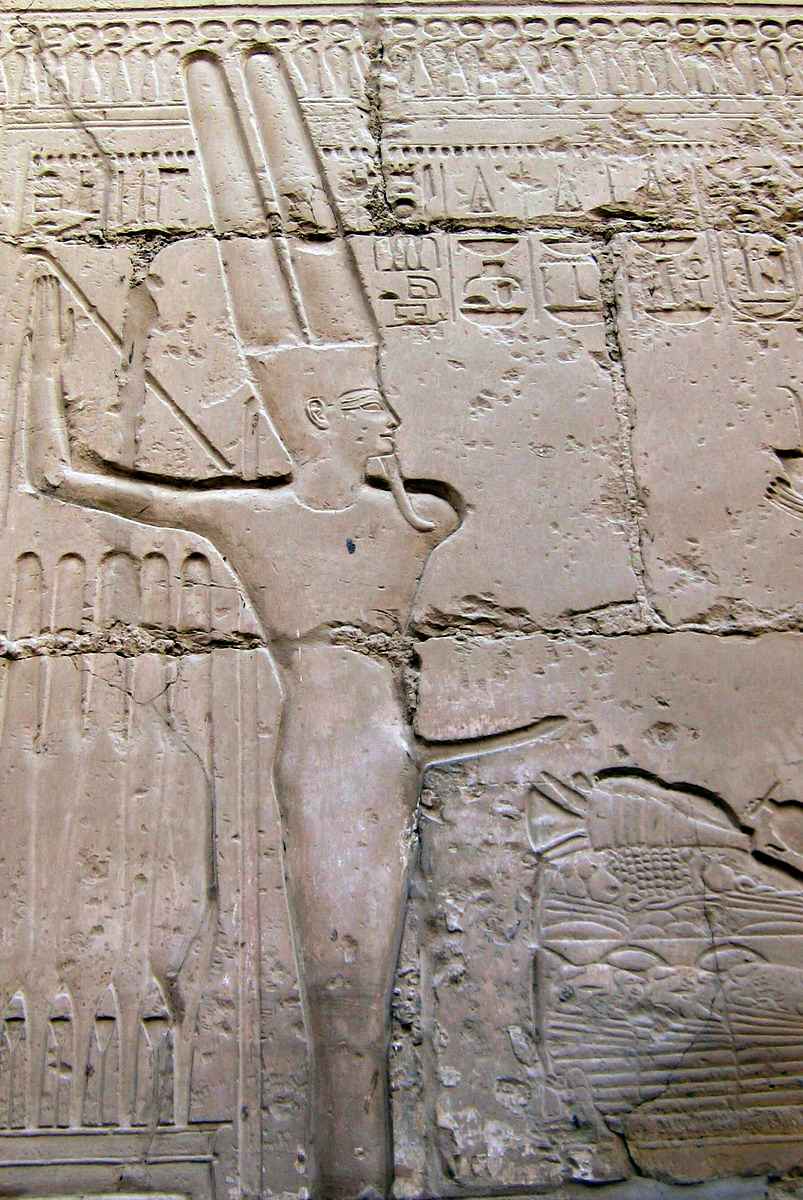
Мин, древнеегипетский бог плодородия

- Амон, бог-творец, связанный с плодородием
- Бастет, богиня кошек, иногда ассоциируемая с плодородием.
- Хатор, богиня музыки, красоты, любви, сексуальности и плодородия
- Хекет, лягушка-богиня плодородия
- Херишаф, бог творения и плодородия
- Исида, богиня материнства, магии и плодородия
- Мезенет, богиня деторождения
- Мин, бог плодородия, размножения и салата
- Осирис, бог загробной жизни, мёртвых и агент подземного мира, даровавший всю жизнь, включая прорастание растительности и плодородные разливы реки Нил.
- Рененутет, богиня истинного имени, урожая и плодородных полей
- Собек, бог реки, войны и плодородия
- Сопдет, богиня плодородия почвы
- Таварет, богиня плодородия и деторождения
- Тефнут, богиня воды и плодородия

### Йорубские
- Эшу
- Оя

## Коренных американцев
- Atahensic, ирокезская богиня, связанная с браком, деторождением и женскими усилиями.
- Кокопелли, бог-обманщик хопи, связанный с плодородием, деторождением и сельским хозяйством.
- Ханхепи Ви, богиня лакота, связанная с луной, материнством, семьёй и женственностью.

### Ацтекские
- Чимальма, богиня плодородия, жизни, смерти и возрождения.
- Тонакатекутли, бог пропитания.
- Тонакациуатль, богиня пропитания.
- Тонанцин
- Коатликуэ, богиня плодородия, жизни, смерти и возрождения.
- Ксочипилли, бог любви, искусства, игр, красоты, танцев, цветов, кукурузы, плодородия и песен.
- Шочикецаль, богиня плодородия, красоты, женской сексуальной силы, защиты молодых матерей, беременности, родов и женских ремёсел.
- Кетцалькоатль, бог плодородия, ветра, воды и шоколада.

### Инкские
- Мама Оклло, богиня-мать, связанная с плодородием
- Сара Мама, богиня зерна
- Пачамама, богиня плодородия, которая руководит посадками и сбором урожая и вызывает землетрясения.

### Инуитские
- Акна, богиня плодородия и деторождения
- Пуккинегак, богиня детей, беременности, родов и изготовления одежды

### Майя
- Акна, богиня материнства и деторождения
- Богиня I, богиня эротики, женского плодородия и брака.
- Икшель, богиня-ягуар акушерства и медицины
- Бог кукурузы майя, боги кукурузы
- Максимон, бог майя и современный народный святой, связанный с урожаем, смертью, плодородием и зрением.

### Муисканские
- Чакен, бог спорта и плодородия в религии муиска.

### Тайносские
- Атабей (богиня), богиня-мать пресных вод и плодородия (людей).
- Юкаху, мужской дух плодородия (таких культур, как Юкка) вместе со своей матерью Атабей, которая была его женской копией.

### Вудуистские
- Айида-Веддо, лоа плодородия, радуги и змей
- Геде, семейство духов, олицетворяющих силы смерти и плодородия.

## Азиатские

### Арабские
- Аттар (бог)

### Армянские
- Анаит, богиня плодородия, исцеления, мудрости и воды
- Арамазд, щедрый царь и бог-создатель плодородия, дождя и изобилия.

### Хананеи
- Хадад, бог бури (и, следовательно, дождя), ответственный за выращивание сельскохозяйственных культур, также известный как Адад и Баал.
- Никкал, богиня фруктов
- Танит, супруга Баала Хаммона в Карфагене

### Китайские
- Чу Шэн Няннянг, богиня плодородия
- Цзютянь Сюаньнюй, богиня плодородия, а также божество войны и долгой жизни[1]
- Юнсяо Нианнян, богиня деторождения
- Цюнсяо Няннян, богиня деторождения
- Биксиао Ниангнянг, богиня деторождения
- Чен Джингу, богиня деторождения[2]

### Филиппинские
- Лакапати: тагальское божество-гермафродит и защитник засеянных полей, достаточного количества полевой воды и обильного улова рыбы[3]; главное божество плодородия[4]; божество бродяг и беспризорников[5]; покровитель возделываемых земель и земледелия[6]
- Икапати: самбалская богиня возделываемых земель и плодородия[7]
- Лакан-бакод: тагальский бог плодов земли, обитающий в определённых растениях;[8] бог урожая;[7] бог риса, чьи полые статуи имеют позолоченные глаза, зубы и гениталии; еда и вино вводятся ему в рот, чтобы обеспечить хороший урожай;[9] защитник заборов[10]
- Кукарог: великан биколано, унесённый водами в море, где его гениталии можно увидеть в виде скалы, выступающей из океана[11]
- Ибабасаг: богиня беременных женщин Букиднон[7]

### Хеттские/хурритские
- Хутеллурра, Ирсирра и Тавара, богини акушерства и кормления детей.
- Шаушка, богиня плодородия, войны и исцеления

### Индийские

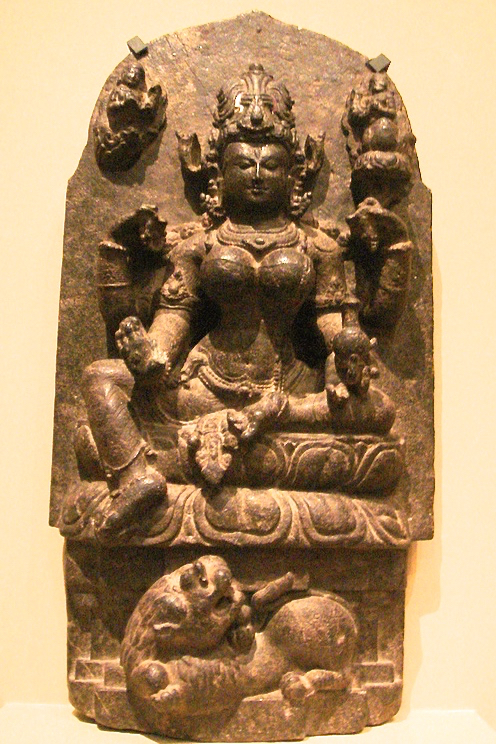
Парвати

- Банк-Мунди, богиня охоты и плодородия
- Бхавани, богиня плодородия
- Бхуми Деви, богиня плодородия
- Бхуты, молодые демоны плодородия
- Рохини, второстепенная богиня плодородия и удачи
- Притхви, богиня земли и форма плодородия Бхуми
- Гаятри, богиня Вед и ади шакти с плодородной формой Савитра.
- Чандра, лунный бог, связанный с плодородием
- Ладжа Гаури, богиня, связанная с изобилием и плодородием.
- Манаса, богиня змей, связанная с плодородием и процветанием.
- Матрики, группа из 7-16 богинь, которые связаны с плодородием и материнской силой.
- Парвати, богиня, связанная с плодородием, семейным счастьем, преданностью супругу, аскетизмом и силой.
- Синивали, богиня, связанная с плодовитостью и лёгким рождением.
- Йогмайя, богиня плодородия и защиты от злых демонов

### Иранские
- Анахита или Анаит, божество «Вод» и, следовательно, связанное с плодородием, исцелением и мудростью.
- Спента Армаити, или Сандарамет: женское божество, связанное с землёй и Матерью-природой.
- Аши: божество плодородия и удачи[12]

### Израильские
- Яхве, Бог Отец Израиля
- Ашера, богиня-мать природы, рощ и деревьев (изгнана Иезекией)

### Японские
- Китидзётэн, богиня счастья, плодородия и красоты
- Куэбико, бог земледелия и знаний
- Инари Оками, божество плодородия, риса, сельского хозяйства, лис и промышленности; это божество неопределённого пола и может изображаться как мужчина, женщина или неопределённо
- Синда, бог плодородия айнов

### Месопотамские
- Ашера, Древняя семитская богиня материнства и плодородия
- Ашратум, жена Амурру. Ашратум (прославленный), родственница Атирата
- Думузид/Таммуз, месопотамский умирающий и воскресающий бог, Думузид-сипад (Пастух), муж Инанны
- Гатумдаг, шумерская богиня плодородия и богиня-мать-покровительница Лагаша .
- Нанше, шумерская богиня социальной справедливости, пророчеств, плодородия и рыболовства.
- Шарра Иту, отождествляемый с Асратумом, позже Ашрат-аиту (Ашратум-иностранец) или (другой Ашратум)
- Инанна/Иштар, месопотамская богиня любви, красоты, секса, желания, плодородия, войны, справедливости и политической власти. Её символами были львы, голуби и восьмиконечная звезда, жена Думузида.

### Тюрко-монгольские
- Умай, богиня плодородия и воспроизводства, как полагают, спасла двух детей (мальчика и девочку) от резни. Считается, что она предлагала защиту и руководство детям, которых удалось вырастить тюркским общинам. В образе оленя она воспринимается турками как защитная сила расы, и поэтому во многих текстах она называется «Мать Умай».

## Европейские

### Албанские
- Пренде, богиня любви, красоты и плодородия

### Балтийские
- Лайма, богиня удачи и судьбы, связанная с родами, беременностью, браком и смертью.
- Земес мате, богиня земли, связанная с плодородием

### Кельтские
- Бригитта, ирландская богиня, связанная с плодородием, весной, исцелением, кузнечным делом и поэзией.
- Цернунн, рогатый бог, связанный с плодородием животных и природы.
- Дамара, богиня плодородия, которой поклоняются в Британии
- Дамона, галльская богиня плодородия
- Эпона, богиня лошадей, мулов, ослов и плодородия этих животных.
- Духи в капюшонах, группа божеств, предположительно являющихся духами плодородия.
- Нантуэлта, богиня природы, земли, огня и плодородия
- Онуава, богиня плодородия
- Розмерта, галло-римская богиня плодородия и изобилия

### Этрусские
- Фуфлунс, бог растительной жизни, счастья, здоровья и роста во всем, эквивалент греческого Диониса.
- Тесан, богиня утренней зари, связанная с зарождением жизни.
- Туран, богиня любви, плодородия и жизненной силы

### Финно-угорские
- Экрас, финский бог плодородия
- Рауни или Раун, финско-эстонская богиня плодородия
- Пеко или Пеллон-Пекко, карельский-сетуский бог плодородия.
- Мецик, западно-эстонский дух плодородия
- Норова, мордовская богиня плодородия
- Шун-Шочынава, марийская богиня плодородия и рождения
- Му-Кылдышин, удмуртский бог плодородия и земли
- Зарни-Ань, коми богиня плодородия, представленная золотой женщиной
- Бабба или Араньянья, венгерская богиня плодородия, представленная золотой женщиной.
- Калтеш-Эква, обско-угорская богиня плодородия, представленная золотой женщиной.

### Германские
- Эостре, богиня весны и плодородия; в прежние времена, вероятно, богиня рассвета, поскольку её имя родственно Эосу.
- Фрейр, бог, связанный с миром, браками, дождём, солнечным светом и плодородием как земли, так и людей.
- Фрейя, богиня, связанная с плодородием и сестра вышеупомянутого бога.
- Фригг, богиня, связанная с пророчеством, браком и деторождением; в одном мифе она также демонстрирует более прямую связь с плодородием, поскольку король и королева молятся ей о ребёнке.
- Гефьюн, датская богиня пахоты и, возможно, плодородия
- Нертус, богиня земли, связанная с плодородием
- Ньёрдр, поскольку его имя связано с вышеупомянутой богиней, возможно, он изначально был божеством земли/плодородия, прежде чем превратиться в морского бога, которого поблагодарили за обильный улов.
- Тор, некоторые штаммы скандинавского язычества видели в нём бога плодородия (возможно, из-за дождя) и отца Фрейра и Фрейи вместо Ньорда.

### Греческие

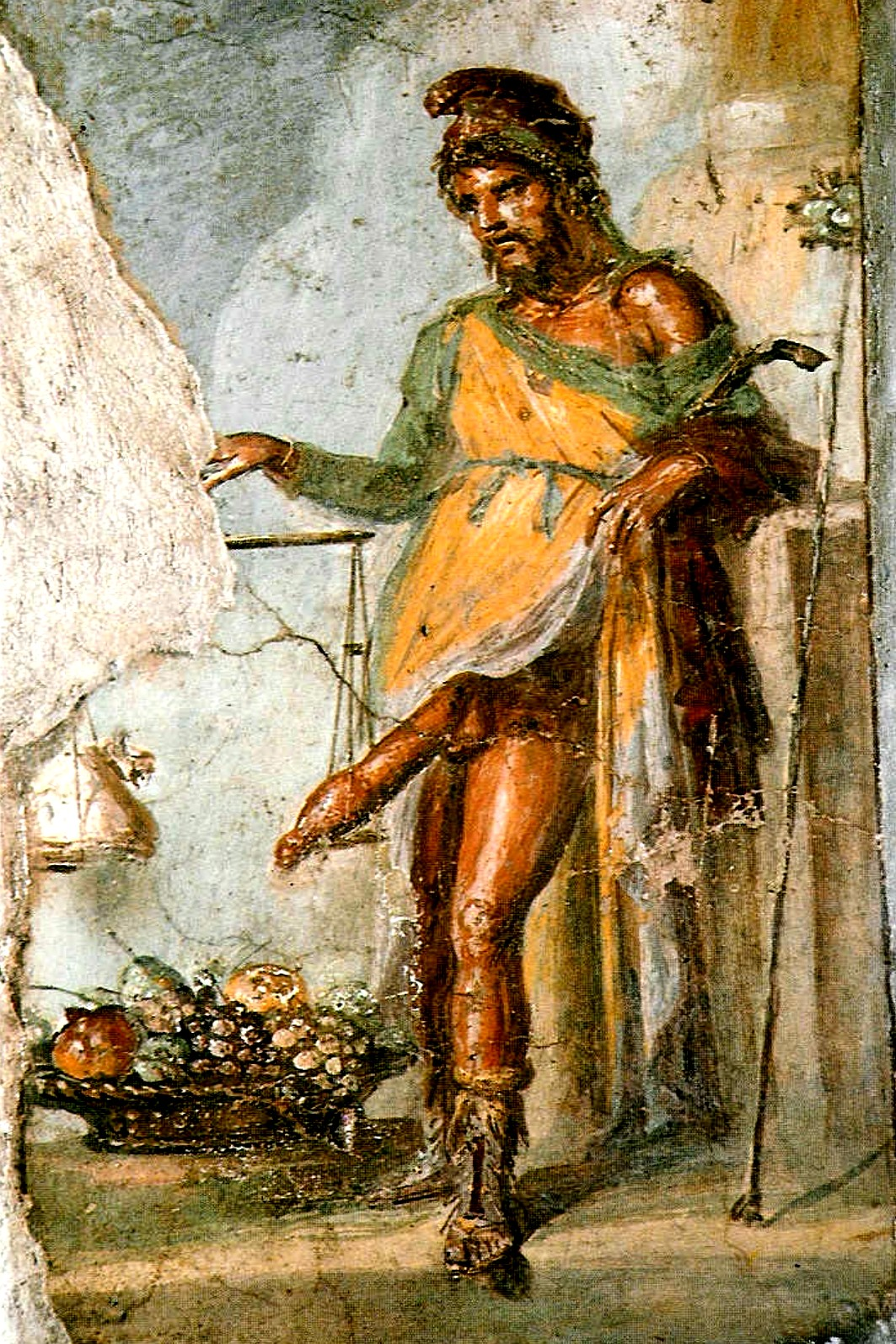
Приап, греческий бог плодородия, садов и мужских гениталий

- Афродита, богиня красоты, любви, удовольствия, сексуальности и продолжения рода.
- Афея, местная богиня, связанная с плодородием и сельскохозяйственным циклом.
- Артемида, богиня охоты, дикой природы, диких животных, Луны, целомудрия и деторождения
- Деметра, богиня урожая, земледелия, плодородия и священного закона
- Дионис, бог вина, винограда и праздника, связанный с плодородием, особенно с виноградной лозой и мужчинами.
- Гермес, посланник богов, возможно, связанный с мужской фертильностью.
- Гера, богиня брака, женщины, женское плодородие, роды
- Илифия (также называемая Эйлитией) богиня родов и акушерства.
- Пан, бог пастухов и стад, связанный с плодородием, особенно с животным миром.
- Фанес, первобытное божество продолжения рода и новой жизни
- Приап, деревенский бог плодородия, защиты домашнего скота, фруктовых растений, садов и мужских гениталий.
- Тихон, второстепенный демон плодородия
- Персефона богиня весеннего роста, цветов и растительности

### Ирландские
- Дагда

### Римские
- Бахус, римская версия Диониса, отождествляемая с римским Либером, богом земледелия и мужского плодородия.
- Бона Деа, богиня плодородия, исцеления, девственности и женщин.
- Канделифера, богиня деторождения
- Кармента, богиня деторождения и пророчеств
- Домидикус, бог, который ведёт невесту домой
- Домиций, бог, водрузивший невесту
- Фасцин, воплощение божественного фаллоса
- Фекундитас, богиня плодородия
- Ферония, богиня, связанная с плодородием и изобилием
- Флора, богиня цветов и весны
- Инуус, бог полового акта
- Югатин, бог, соединяющий пару в браке
- Юнона, богиня брака и деторождения, эквивалент греческой богини Геры; имеет эпитет Лучина[13]
- Либер, бог виноградарства, вина и мужского плодородия, эквивалент греческого Диониса; в архаическом Лавиниуме фаллическое божество
- Либера, женский эквивалент Либер, также отождествляемый с Прозерпиной Романизированная форма греческого Прозерпина .
- Мантурна, богиня, хранившая невесту дома
- Mutunus Tutunus, фаллическое божество брака, связанное с греческим богом Приапом.
- Партула, богиня деторождения, определявшая продолжительность каждой беременности.
- Пертонда, богиня, делающая возможным сексуальное проникновение в девственную невесту; эпитет Юноны[14]
- Пикумн, бог плодородия, земледелия, супружества, младенцев и детей
- Према, богиня, которая сделала невесту покорной, позволив проникновение; также эпитет Юноны, выполняющей ту же функцию[15]
- Робигус, бог плодородия, защищающий посевы от болезней.
- Субигус, бог, подчиняющий невесту воле мужа
- Венера, богиня красоты, любви, желания, секса и плодородия
- Virginiensis, богиня, развязывающая пояс невесты

### Саамские
- Бейве, богиня плодородия и здравомыслия
- Рана Ниейта, богиня весны и плодородия

### Славянские
- Дзидзилеля, польская богиня любви, брака, сексуальности и плодородия.
- Ярило, бог плодородия, весны, урожая и войны
- Кострома, богиня плодородия
- Мокошь, древнерусская богиня плодородия, Богиня-Мать, покровительница женского труда и женской судьбы.
- Зибог, бог любви и брака
- Световид, бог войны, плодородия и изобилия
- Жива, богиня любви и плодородия

## Океанские

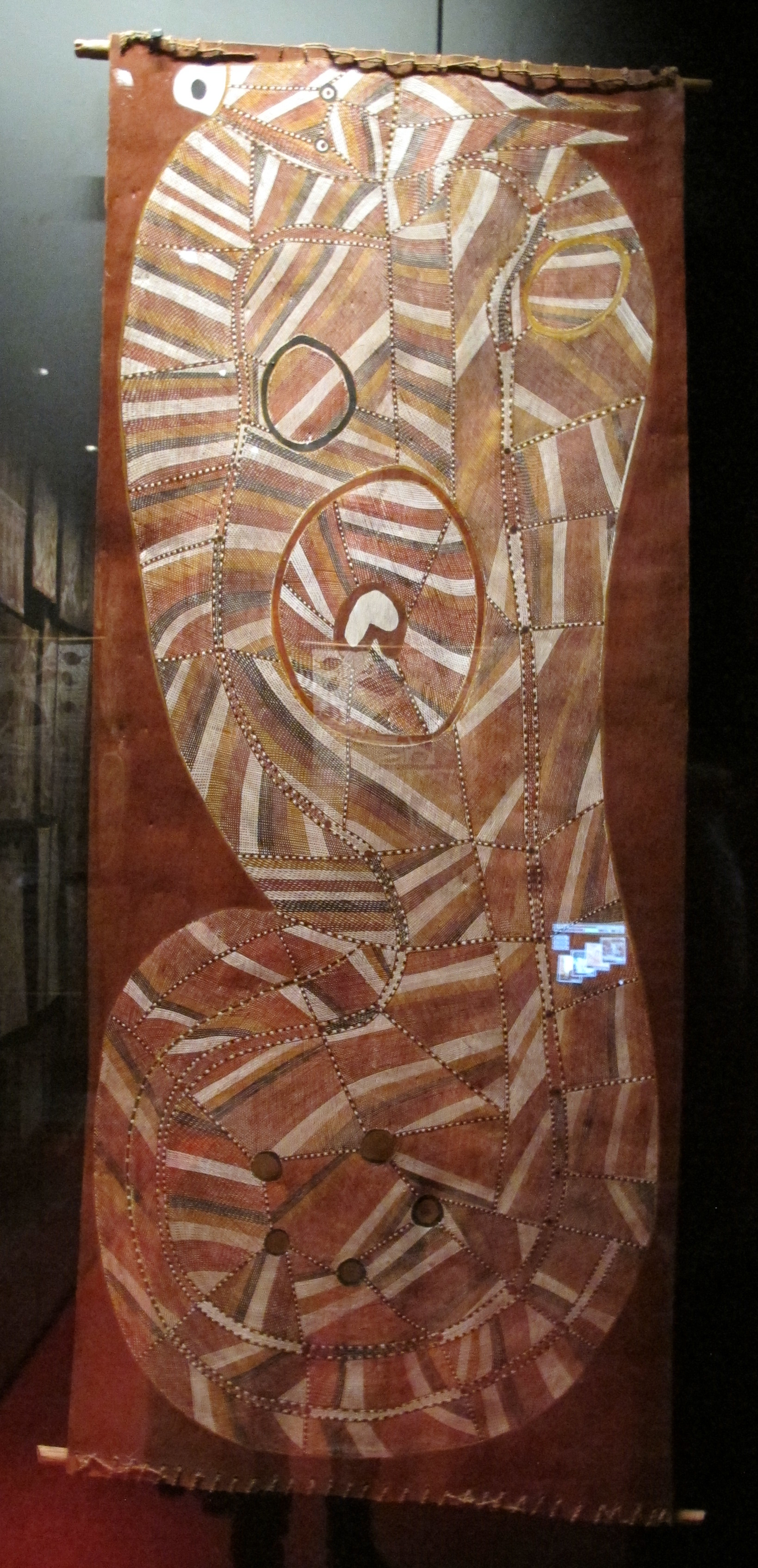
Радужный Змей, австралийский бог-создатель и бог дождя и плодородия.

- Геди, фиджийский бог плодородия, научивший человечество использованию огня.
- Макемаке, бог-создатель Рапа-Нуи, связанный с плодородием
- Тагроа Сирия, фиджийский бог, связанный с плодородием
- Тангароа, раротонганский бог моря и творения, связанный с плодородием.

### Гавайские
- Хаумеа, богиня плодородия и деторождения
- Камапуа’а, полубог плодородия
- Лака, покровительница танца хула и бог плодородия
- Лоно, бог, связанный с плодородием, сельским хозяйством, дождями и музыкой.
- Нуакеа, богиня лактации

### Коренные австралийцы
- Анжа, богиня или дух плодородия
- Биррахнулу, богиня плодородия Камиларой
- Дилга, караджерская богиня плодородия и роста
- Джулунггул, богиня радужных змей Йолгну, связанная с плодородием, инициацией, возрождением и погодой.
- Кунапипи, богиня-мать и божество-покровитель многих героев
- Радужный змей, бог-создатель и бог дождя и плодородия
- Унгуд, змеиный бог или богиня, связанная с радугой, плодородием и эрекцией шамана племени.
- Воллунква, змеиный бог дождя и плодородия